# 8 de septiembre
El 8 de septiembre es el 251.º (ducentésimo quincuagésimo primer) día del año —el 252.º (ducentésimo quincuagésimo segundo) en los años bisiestos— en el calendario gregoriano. Quedan 114 días para finalizar el año.

## Acontecimientos
- 70: en Judea, el ejército romano liderado por Tito saquea Jerusalén.
- 617: en China, Li Yuan derrota al ejército de la dinastía Sui en la batalla de Huoyi, abriendo el sendero para invadir la capital imperial Chang'an y establecer la nueva dinastía Tang.
- 712: el emperador Rui Zong abdica después de un breve reinado, a favor de su hijo Xuan Zong, de 27 años, quien asciende al trono imperial de la dinastía Tang.
- 722 el papa Gregorio II instituyó la vigilia de la Natividad de nuestra Señora.
- 990: en España, a orillas del río Duero es decapitado el hijo mayor de Almanzor, Abd Āllah; que había liderado una conspiración para derrocar a su padre junto con los gobernadores de Zaragoza, Toledo y el visir al-Marwānī, que fueron encarcelados.
- 1100: en la antigua Basílica de San Pedro (en Roma), los seguidores del fallecido papa Clemente III (más tarde considerado antipapa), entronizan de manera secreta al obispo de Albano, Teodorico (que un año más tarde será considerado antipapa y recluido en un monasterio).
- 1253: en Roma, el papa Inocencio IV canoniza a Estanislao de Cracovia, asesinado por el rey Boleslao II el Temerario.
- 1380: cerca de Tula (Rusia), a unos 280 km al sur de Moscú, los rusos vencen a los mongoles en la batalla de Kulikovo.
- 1423: en Navarra, España, el rey Carlos III de Navarra promulga un tratado (Privilegio de la Unión) por el cual, los tres burgos que formaban la ciudad de Pamplona y que mantenían independencia física y jurídica entre ellos, se unen bajo una misma bandera, una misma muralla y un mismo regidor.
- 1522: en Sevilla (España) se recibe a los 18 tripulantes de la nao Victoria tras conseguir la circunnavegación de la Tierra por primera vez bajo las órdenes de Juan Sebastián Elcano.
- 1529: en Venezuela, Ambrosio Alfinger funda la aldea de Maracaibo.
- 1546: en México, Juan de Tolosa, Cristóbal de Oñate, Baltasar Temiño de Bañuelos y Diego de Ibarra fundan la localidad de Zacatecas.
- 1565: en Florida (Estados Unidos) Pedro Menéndez de Avilés funda San Agustín, el primer asentamiento permanente en Norteamérica.
- 1569: en Venezuela, Juan de Trejo, en nombre del Virreinato de Nueva España, bautiza en la Región Caroreña, el Cantón y Departamento de Carora (Carohana Department) (hoy Municipio Caroreño Autónomo Torres) y su capital homónima, la ciudad de Carora (Carohana City), que había sido fundada anteriormente como el micro-reino de 'Carohana' por indígenas Ayamanes y descubierta hasta 1530 por el explorador alemán, Nicolás Federmann.
- 1602: en la Ciudad de México se coloca la primera piedra del Templo de la Merced.
- 1636: en Estados Unidos se funda el Harvard College.
- 1694: en Warwick (Inglaterra) entre las 14:00 y las 20:00 sucede el Gran Incendio de Warwick.
- 1703: en la Alameda de Hércules de Sevilla (España), el sacerdote capuchino, Fray Isidoro de Sevilla presenta la advocación mariana de Divina Pastora de las Almas.
- 1761: en Londres el rey Jorge III de Gran Bretaña contrae matrimonio con duquesa Carlota de Mecklemburgo-Strelitz, será el rey que más tiempo reinará Inglaterra hasta el ascenso al trono de su nieta, la reina Victoria, y posteriormente la reina Isabel II.
- 1777: Se crea la Capitanía General de Venezuela, con lo cual se unifica, por primera vez, el territorio de la actual República Bolivariana de Venezuela, una de las futuras e independientes naciones americanas.
- 1793: en la actual provincia de Osorno, Chile, se reúne el Parlamento de Las Canoas, junta diplomática de la que emana un tratado de paz entre españoles y mapuches.
- 1816: en España, el rey Fernando VII otorga por Cédula Real, el título de villa a la congregación de Alvarado.
- 1847: En México ocurre la Batalla del Molino del Rey.
- 1856: en la provincia de Santa Fe (Argentina), un grupo de inmigrantes europeos crean la colonia Esperanza.
- 1873: en Madrid, Emilio Castelar es elegido presidente de la I República Española.
- 1876: en Ecuador, un pronunciamiento militar dirigido por el general Veintimilla derroca al Gobierno conservador de Antonio Borrero.
- 1888: Isaac Peral bota el primer submarino operativo del mundo.
- 1888: en Londres se encuentra el cadáver de Annie Chapman, la segunda víctima de asesinato de Jack el Destripador.
- 1900: la ciudad de Galveston (Texas) es destruida por un huracán de categoría 4 en la escala de Saffir-Simpson (Gran Huracán de Galveston). Mueren entre 6000 y 12 000 personas y quedan más de 30 000 sin hogar.
- 1906: en la ciudad argentina de Carcarañá (provincia de Santa Fe), se funda el Club Atlético Carcarañá.
- 1907: Alfonso XIII otorga a Cangas de Onís (Asturias), el título de ciudad, como la «más grande capital, más pequeña ciudad».
- 1907: el astrónomo alemán Max Wolf descubre el asteroide 641 Agnes.
- 1911: La Virgen del Valle es coronada. El Obispo Antonio María Durán (diócesis de Santo Tomás de Guayana, Venezuela).
- 1912: Se inaugura oficialmente la Escuela de Aviación Militar de la Fuerza Aérea Argentina en El Palomar. Preside el acto el ministro de Guerra, general de división Gregorio Vélez, que vuela en el avión biplano Farman de 50 hp pilotado por el francés Marcel Paillete, primer instructor de aeroplanos de la flamante Escuela.
- 1920: en Estados Unidos se inaugura el primer servicio de correo aéreo.
- 1924: en Chile el general Luis Altamirano realiza un golpe de Estado que derroca al presidente Arturo Alessandri.
- 1925: en el Rif (norte de África), en el marco de la Guerra de la Independencia del Rif, el ejército español lleva a cabo el Desembarco de Alhucemas, que acabará con la guerra.
- 1928: la FIFA decide que el primer mundial se lleve a cabo en Uruguay.
- 1941: durante la Segunda Guerra Mundial comienza el Sitio de Leningrado, acción militar que durará más de dos años.
- 1944: en Gran Bretaña, en el marco de la Segunda Guerra Mundial, cae la primera bomba V2 de los nazis alemanes.
- 1951: Estados Unidos y Japón firman tratados de paz y de seguridad.
- 1953: la República de Austria es reconocida por la Unión Soviética, que renuncia al cobro de sus gastos de ocupación.
- 1953: en el sitio de pruebas atómicas en Semipalatinsk (Kazajistán) la Unión Soviética hace detonar a 220 m de altura su séptima bomba atómica, de 1,6 kilotones.
- 1957: en Zaragoza (España) se inaugura el estadio La Romareda.
- 1957: en el área de pruebas atómicas de Nevada (a unos 100 km al noroeste de la ciudad de Las Vegas), a las 4:59 (hora local), Estados Unidos detona a 230 m bajo tierra su bomba atómica Laplace, de 1 kilotón. Es la bomba n.º 111 de las 1132 que Estados Unidos detonó entre 1945 y 1992.
- 1961: en Brasil, el socialdemócrata Tancredo Neves es nombrado primer ministro.
- 1966: en los Estados Unidos, el canal de televisión NBC emite el primer epìsodio de la serie de ciencia ficción Star Trek (Star Trek: The Original Series), creada por Gene Roddenberry. En Hispanoamérica, sería conocida como "Viaje a las Estrellas", y daría inicio a una de las franquicias más populares de la segunda mitad del siglo XX.
- 1967: Estados Unidos lanza la nave Surveyor 5 a la Luna.
- 1974: en los Estados Unidos, el presidente Gerald Ford indulta todos los delitos que el ex presidente Richard Nixon pudiera haber cometido en su mandato.
- 1976: en España se inaugura el estadio Martínez Valero del Elche Club de Fútbol.
- 1981: Guatemala rompe las relaciones con el Reino Unido por la independencia de Belice.
- 1986: en Chile, el dictador Augusto Pinochet decreta el estado de excepción tras el atentado en su contra del día anterior. Se realizan centenares de detenciones.
- 1986: en Chicago, Estados Unidos se inaugura el programa The Oprah Winfrey Show.
- 1990: en los Estados Unidos, la tenista argentina Gabriela Sabatini ganó el Us Open, siendo este su primer título de Gran Slam.y convirtiéndose también en la primera tenista de su país en conseguir un campeonato de tal magnitud.
- 1990: en la ciudad de Catamarca (Argentina), asesinan a María Soledad Morales.
- 1997: en los Estados Unidos se emite el primer episodio de la serie Ally McBeal.
- 1997: en el puerto de Montrouis (Haití), mueren 500 personas al naufragar un transbordador.
- 2001: en Durban (Sudáfrica) se da inicio a la Conferencia Mundial en Contra del Racismo.
- 2002: la selección de baloncesto de Serbia y Montenegro se proclama campeón del Campeonato Mundial de Baloncesto de 2002 al vencer en la final a la selección de Argentina.
- 2003: en los Estados Unidos, la RIAA demanda a una niña de 12 años de edad por haber compartido música ilegalmente.
- 2004: a unos 170 km al suroeste de Salt Lake City (Utah), la sonda espacial Génesis de la NASA se estrella en tierra luego de que su paracaídas fallara al abrirse.
- 2005: en Chile, se publica el disco Vida de perros de la banda Los Bunkers.
- 2008: en México se pone a circular como moneda legal el nuevo billete de 200 pesos.
- 2010: se estrenó la telenovela estadounidense Alguien te mira.
- 2010: Liga de Quito se consagró campeón por segunda vez consecutiva de la Recopa Sudamericana ganándole a Estudiantes de La Plata en el resultado global 2-1.
- 2021: los talibanes toman el poder en Afganistán y declaran el Emirato Islámico de Afganistán.
- 2022: Carlos III es proclamado rey del Reino Unido y de la Mancomunidad de Naciones al fallecer su madre, Isabel II.
- 2024: Tras 11 días de actividad deportiva, finaliza los Juegos Paralímpicos de París 2024, los primeros que realizan en dicha ciudad de Francia, tras albergar los Juegos Olímpicos de verano después de 100 años.

## Nacimientos
- 685: Xuanzong de Tang, emperador chino (f. 762).
- 801: San Óscar, misionero y francés, arzobispo de Hamburgo, canonizado por la Iglesia (f. 865).
- 1157: Ricardo Corazón de León, rey inglés entre 1189 y 1199 (f. 1199).
- 1207: Sancho II, rey portugués entre 1223 y 1247 (f. 1248).
- 1271: Carlos Martel de Anjou-Sicilia, rey consorte húngaro (f. 1295).
- 1380: Bernardino de Siena, religioso italiano (f. 1444).
- 1413: Catalina de Bolonia, religiosa italiana (f. 1463).
- 1456: Bernardino López de Carvajal y Sande, cardenal español (f. 1523).
- 1474: Ludovico Ariosto, poeta italiano (f. 1533).
- 1515: Alfonso Salmerón, jesuita español (f. 1585).
- 1588: Marin Mersenne, matemático francés (f. 1648).
- 1621: Luis II de Borbón-Condé, príncipe francés (f. 1686).
- 1633: Fernando IV, rey húngaro (f. 1654).
- 1652: Luisa Roldán, escultora española (f. 1706).
- 1672: Nicolas de Grigny, organista y compositor francés (f. 1703).
- 1718: Joseph Coulon de Jumonville de Villiers, militar francés (f. 1754).
- 1749: Yolande de Polastron, aristócrata francesa (f. 1793).
- 1749: María Luisa de Saboya-Carignan, aristócrata francesa (f. 1792).
- 1767: August Wilhelm von Schlegel, filólogo alemán (f. 1845).
- 1768: Josefa Ortiz de Domínguez, heroína de la Independencia de México (f. 1827).
- 1772: Manuel Lisa, fundador de la Compañía de Piel de Misuri (f. 1820).
- 1774: Ana Catalina Emmerick, religiosa alemana (f. 1824).
- 1779: Mustafá IV, sultán otomano (f. 1808).
- 1783: August Friedrich Schweigger, médico y naturalista alemán (f. 1821).
- 1790: Edward Law, político británico (f. 1871).
- 1799: José María Córdova, militar colombiano (f. 1829).
- 1800: Mercedes Álvarez Morón, patriota argentina (f. 1893).
- 1804: Eduard Mörike, poeta alemán (f. 1875).
- 1814: Charles Étienne Brasseur de Bourbourg, arqueólogo y sacerdote francés (f. 1874).
- 1824: Jaime Nunó, compositor español (f. 1908).
- 1830: Frédéric Mistral, poeta francés, premio nobel de literatura en 1904 (f. 1914).
- 1832: José María Campo Serrano, político colombiano (f. 1915).
- 1839: Gregorio Luperón, patriota y militar dominicano (f. 1897).
- 1841: Antonín Dvorjak, compositor checo (f. 1904).
- 1841: Carl Snoilsky, poeta checo (f. 1903).
- 1841: Charles J. Guiteau, escritor y abogado estadounidense, asesino del presidente estadounidense James A. Garfield (f. 1882).
- 1852: Jacinto Octavio Picón, escritor, pintor, crítico de arte y periodista español (f. 1923).
- 1862: Mariano Benlliure, escultor español (f. 1947).
- 1863: María del Divino Corazón (María Droste zu Vischering), aristócrata y religiosa alemana (f. 1899).
- 1863: Gustavo Ernesto Campa, compositor, profesor y crítico musical mexicano (f. 1934).
- 1864: Leonard Trelawny Hobhouse, sociólogo y político liberal, teórico del nuevo liberalismo (f. 1929).
- 1864: Jakob Johann von Uexküll, biólogo, zoólogo y filósofo alemán (f. 1944).
- 1869: José María Pino Suárez, político mexicano (f. 1913).
- 1873: Alfred Jarry, dramaturgo y poeta francés (f. 1907).
- 1873: Hani Motoko, periodista, escritora y educadora japonesa (f. 1957)
- 1879: Adrián Aguirre Benavides, abogado militar y político mexicano (f. 1968).
- 1893: Teresa Wilms Montt, escritora chilena (f. 1921).
- 1894: Alfredo Silva Santiago, obispo chileno (f. 1975).
- 1895: Sara García, actriz mexicana (f. 1980).
- 1897: Juan Natalicio González, presidente paraguayo entre 1948 y 1949 (f. 1966).
- 1901: Hendrik Verwoerd, político y «sociólogo» racista sudafricano, primer ministro de su país (f. 1966).
- 1906: Robert C. Schnitzer, actor y productor estadounidense (f. 2008).
- 1908: Elena Musmanno, científica y nutricionista argentina (f. 2012).
- 1910: Jean-Louis Barrault, actor y mimo francés (f. 1994).
- 1912: Alexander Mackendrick, cineasta estadounidense (f. 1993).
- 1914: Patriarca Demétrio I, religioso turco, patriarca entre 1972 y 1991 (f. 1991).
- 1915: Manuel Tuñón de Lara, historiador español (f. 1997).
- 1918: Derek Harold Richard Barton, químico británico, premio Nobel de química en 1969 (f. 1998).
- 1920: Jorge Peirano Facio, empresario y banquero uruguayo (f. 2003).
- 1922: Lyndon LaRouche, activista político estadounidense (f. 2019).

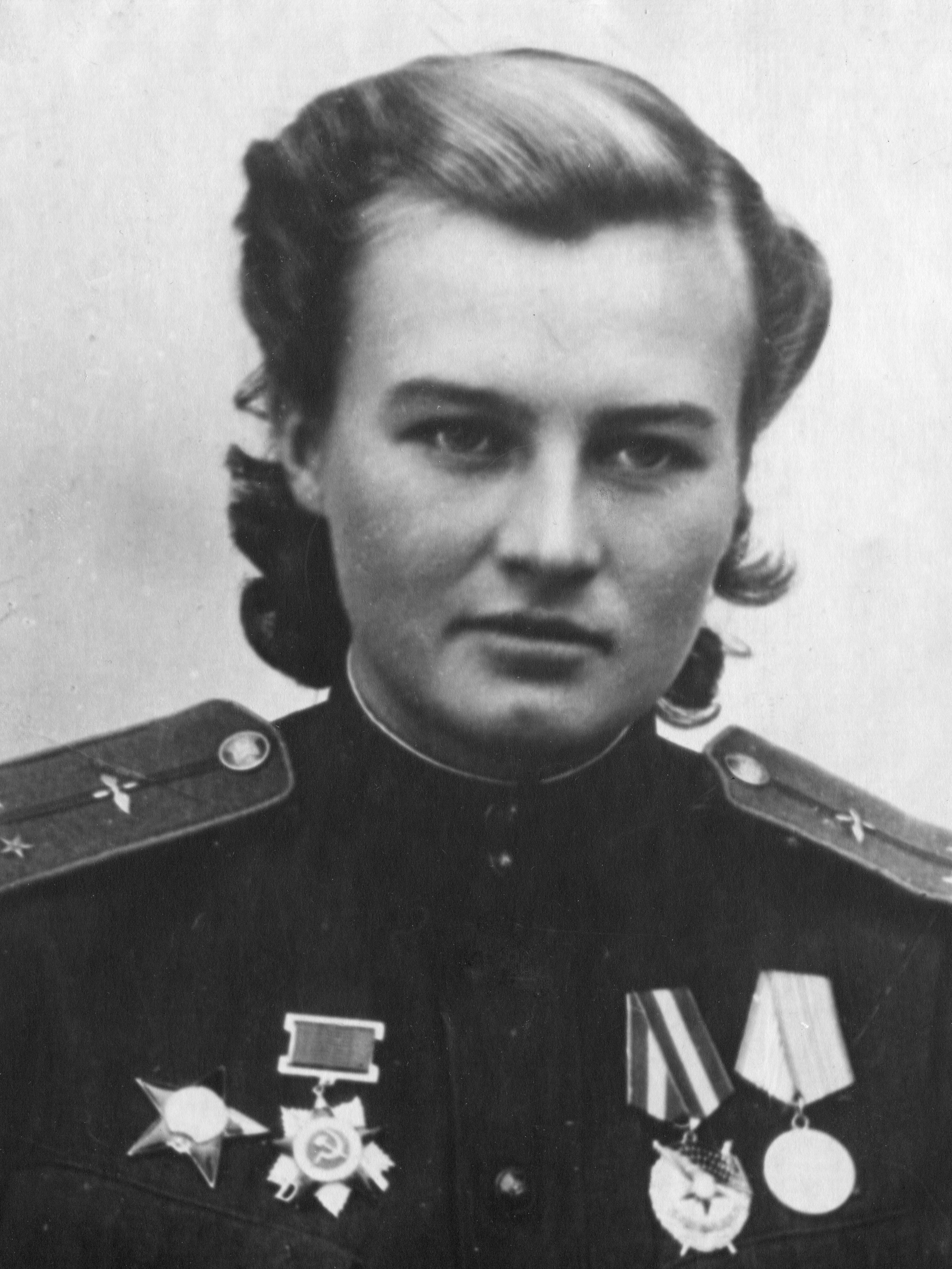
Natalia Meklin.

- 1922: Natalia Fiódorovna Meklin (82), aviadora militar («mayor») y piloto de bombarderos soviético-ucraniana antinazi (f. 2005), heroína de la Unión Soviética; durante la Segunda Guerra Mundial perteneció al escuadrón de bombardeo nocturno Brujas de la Noche.
- 1923: Joy Laville, pintora y escultora inglesa nacionalizada mexicana (f. 2018).
- 1924: Liubov Shevtsova, partisana soviética, miembro de la organización clandestina antinazi Joven Guardia (f. 1943).
- 1925: Peter Sellers, actor británico (f. 1980).
- 1926: Sergio Pininfarina, diseñador de automóviles italiano (f. 2012).
- 1929: Christoph von Dohnányi, director de orquesta alemán.
- 1930: Mario Adorf, actor alemán.
- 1932: Patsy Cline, cantante estadounidense de música country (f. 1963).
- 1933: Fresia Saavedra, cantante ecuatoriana (f. 2024).
- 1935: Marion Brown, saxofonista estadounidense (f. 2010).
- 1938: Reinbert de Leeuw, compositor, pianista y director de orquesta neerlandés (f. 2020).
- 1940: Elly de Waard, poetisa neerlandesa.
- 1941: Bernie Sanders, político socialista estadounidense.
- 1946: Aziz Sancar, científico turco.
- 1947: Halldór Ásgrímsson, político y primer ministro islandés (f. 2015).
- 1947: Diego López Garrido, político español.
- 1952: Gloria Marcó, cantautora argentina de tango.
- 1952: José Woldenberg, político mexicano.
- 1952: Takaya Hashi, seiyū japonés.
- 1956: Mick Brown, baterista estadounidense, de la banda Dokken.
- 1956: Stefan Johansson, piloto de automovilismo sueco
- 1957: Ricardo Montaner, cantautor argentino venezolano
- 1960: Stéfano Casiraghi, aristócrata italiano (f. 1990).
- 1960: Aimee Mann, cantautora estadounidense.
- 1960: Aguri Suzuki, piloto japonés de Fórmula 1.
- 1962: Germán Daffunchio, músico argentino.
- 1962: Sergio Casal, tenista español.
- 1962: Luis Ignacio Helguera, poeta y ensayista mexicano (f. 2003).
- 1962: Thomas Kretschmann, actor alemán.

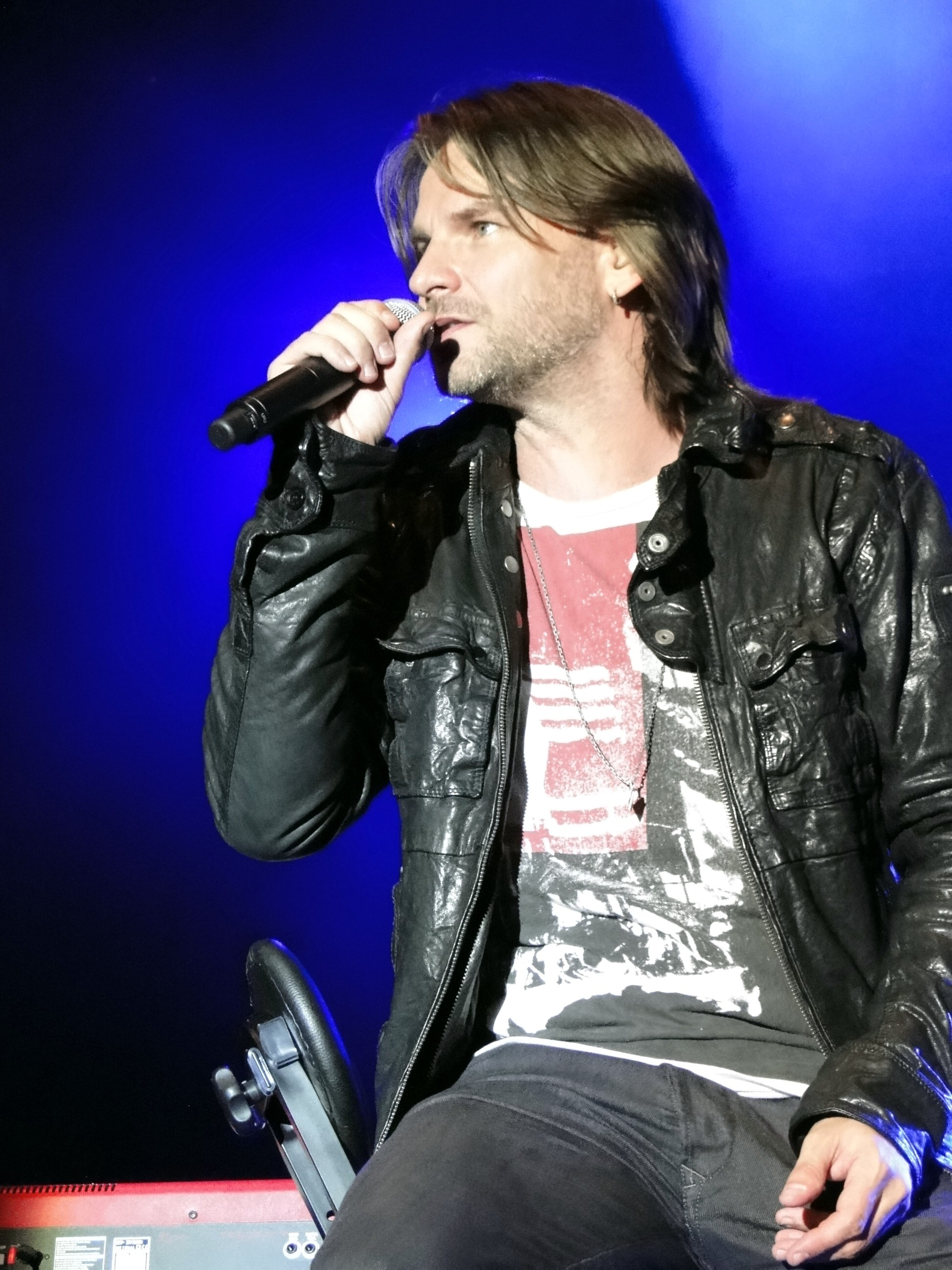
Ray Wilson

- 1963: Brad Silberling, cineasta estadounidense.
- 1966: Carola Häggkvist, cantante sueca.
- 1968: Miguel Báez Spínola "El Litri", torero español.
- 1968: Ray Wilson, músico británico.
- 1968: Marcus Siepen, guitarrista estadounidense, de la banda Blind Guardian.
- 1969: Ismael Cala, periodista cubano.
- 1969: Gary Speed, futbolista galés (f. 2011).
- 1970: Neko Case, cantante estadounidense, de la banda The New Pornographers.
- 1970: Benny Ibarra, cantante mexicano.
- 1970: Latrell Sprewell, baloncestista estadounidense.

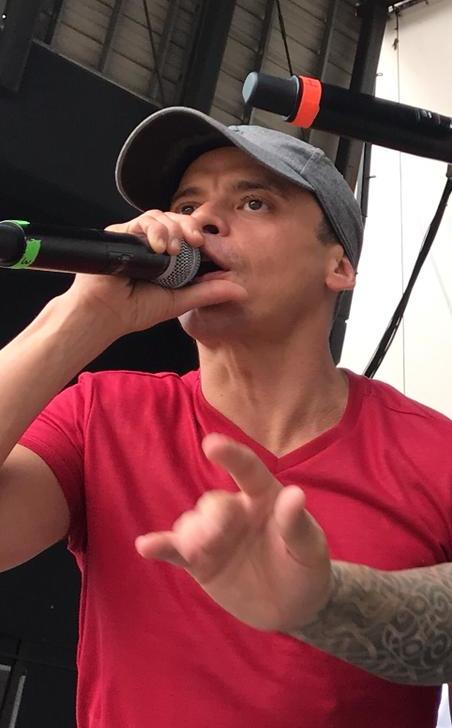
Vico C

- 1970: Patricia Hernández Arencibia, baloncestista española.
- 1970: Motoko Kumai, seiyū japonesa.
- 1971: David Arquette, actor, director, guionista y diseñador de modas estadounidense.
- 1971: Vico C, cantante puertorriqueño.
- 1971: Martin Freeman, actor británico.
- 1972: Markus Babbel, futbolista alemán.
- 1972: Adrián Uribe, actor y comediante mexicano.
- 1972: Tomokazu Seki, actor de voz y vocalista japonés.

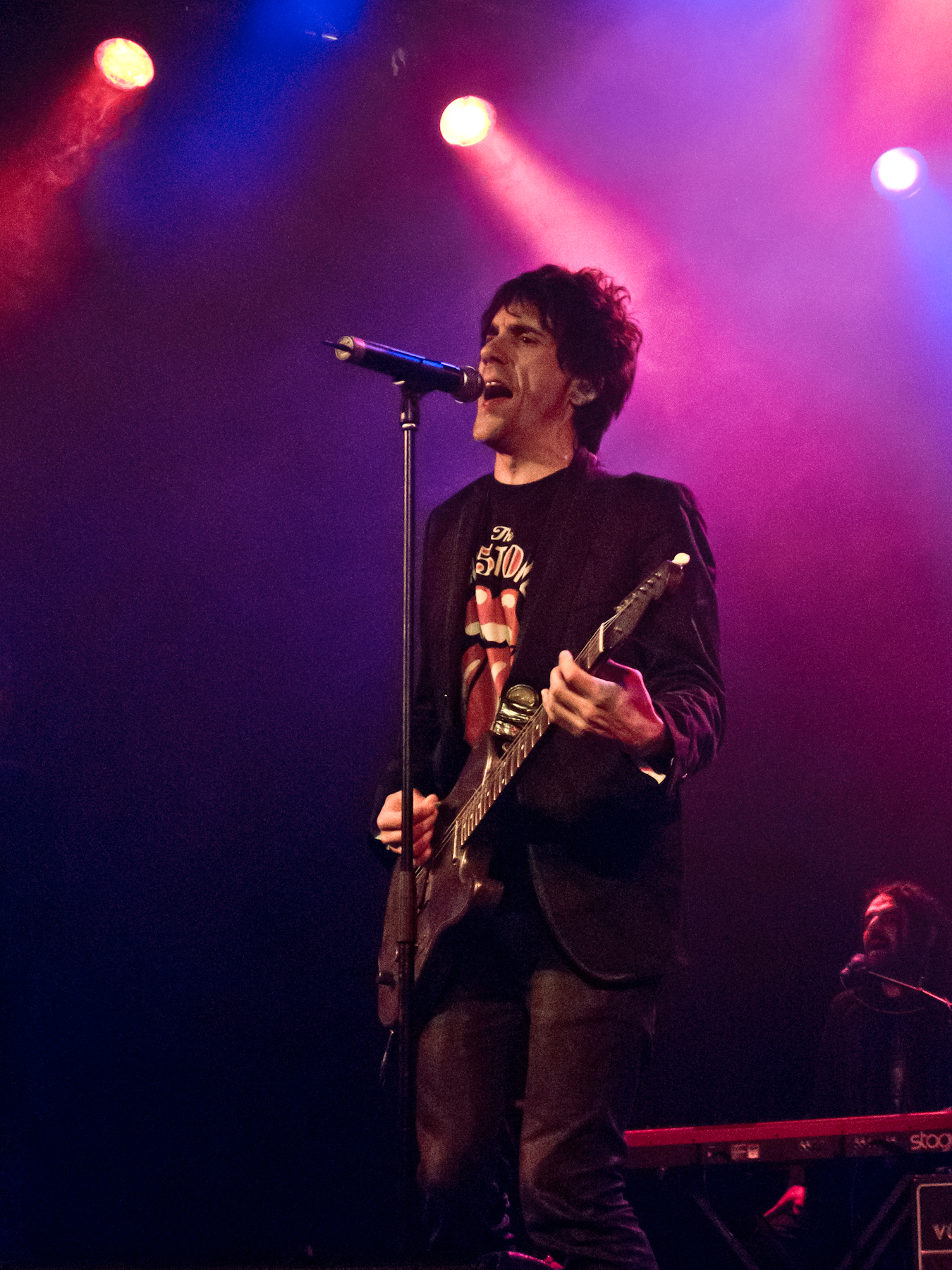
Facundo Soto

- 1973: José Pereda, futbolista peruano.
- 1973: Khamis Al-Dosari, futbolista saudí (f. 2020).
- 1974: Juan Manuel Azconzábal, futbolista argentino.
- 1974: Facundo Soto, cantante de la banda argentina de rock Guasones.
- 1975: Richard Hughes, músico británico, de la banda Keane.
- 1976: Jervis Drummond, futbolista costarricense.

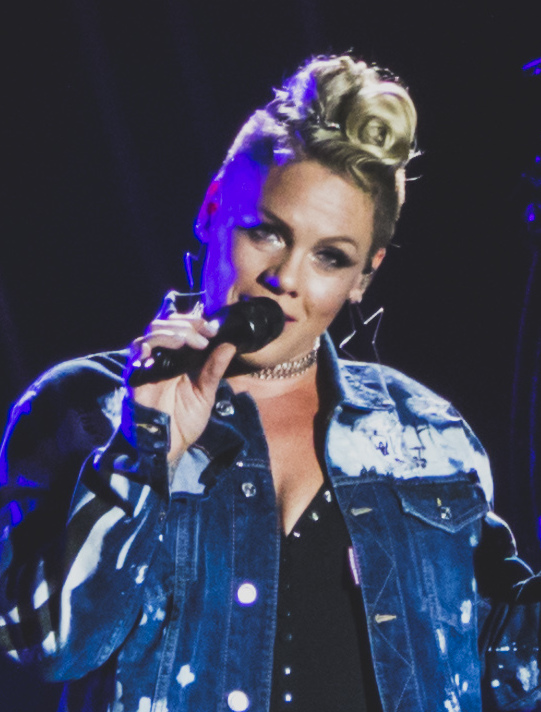
P!nk

- 1976: Sjeng Schalken, tenista neerlandés.
- 1977: Jason Collier, baloncestista estadounidense.
- 1978: Gerard Autet Sebarrasa, futbolista español.
- 1979: Péter Lékó, ajedrecista húngaro.
- 1979: P!nk, cantante y compositora estadounidense.
- 1980: Slim Thug, rapero estadounidense.
- 1980: Mai Kadowaki, seiyū japonesa.
- 1981: Jonathan Taylor Thomas, actor estadounidense.
- 1982: Leandra Leal, actriz brasileña.

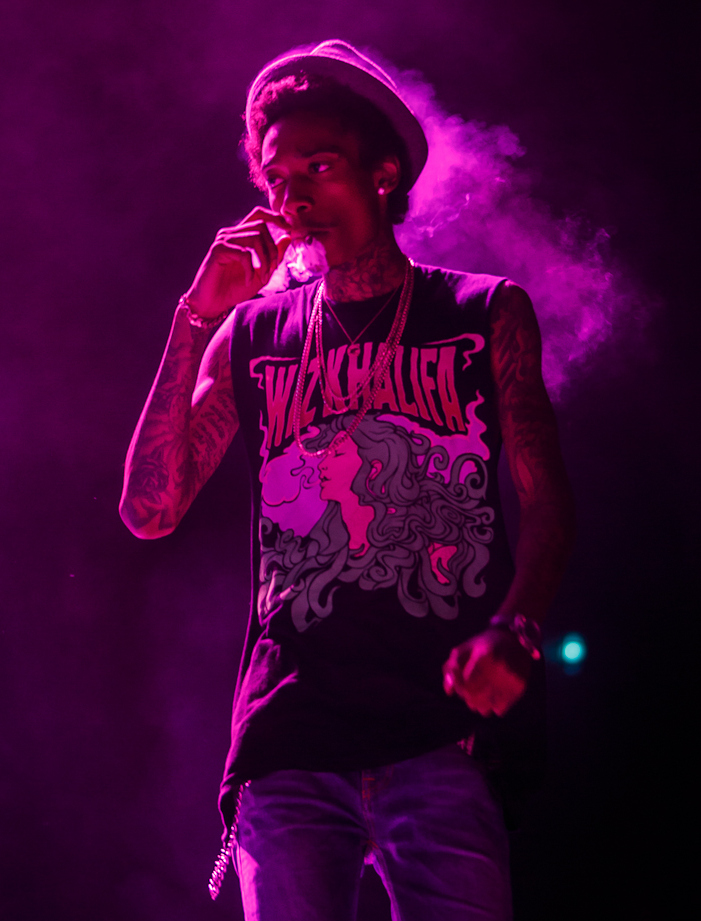
Wiz Khalifa

- 1983: Will Blalock, baloncestista estadounidense.
- 1984: Catalina Gómez (periodista), es una periodista, presentadora de noticias y comunicadora social colombiana.
- 1984: Vitaly Petrov, piloto ruso de automovilismo.
- 1984: Peter Whittingham, futbolista inglés (f. 2020).
- 1985: Phil Bozeman, vocalista estadounidense de la banda de deathcore Whitechapel.
- 1986: Carlos Bacca, futbolista colombiano.
- 1987: Silvina Moreno, cantante, instrumentista y compositora argentina.
- 1987: Wiz Khalifa, rapero estadounidense.
- 1988: Mariana Dávalos, es una modelo colombiana nacida en Estados Unidos.
- 1988: Camila Dávalos, es una modelo colombiana nacida en Estados Unidos.
- 1988: Gustav Schäfer, baterista alemán, de la banda Tokio Hotel.
- 1988: Mexer, futbolista mozambiqueño.
- 1989: Tim Berling (Avicii), DJ, remixer, y productor discográfico sueco (f. 20 de abril de 2018, Omán).
- 1989: Esmeralda Pimentel, actriz mexicana.
- 1989: Gylfi Sigurdsson, futbolista islandés.
- 1990: Gerrit Cole, beisbolista estadounidense.
- 1990: Dianne Doan, actriz y bailarina canadiense
- 1991: Park So-dam, actriz surcoreana.
- 1994: Bruno Fernandes, futbolista portugués.
- 1994: Azumi Waki, actriz de voz japonesa.
- 1994: Cameron Dallas, personalidad de internet estadounidense.
- 1995: Martin Chrien, futbolista eslovaco.
- 1996: Karl Micallef, futbolista maltés.
- 1998: Maykel, cantante de pop y bachata ecuatoriano.
- 1998: Emma Laird, actriz británica.
- 1999: Andrej Lazarov, futbolista macedonio (f. 2025).
- 2002: Luka Sučić, futbolista croata.
- 2002: Gaten Matarazzo, actor estadounidense.

## Fallecimientos
- 701: Sergio I, papa de la Iglesia católica entre 687 y 701 (n. 650).
- 1397: Tomás de Woodstock, duque inglés, hijo de Eduardo III (n. 1355).
- 1613: Carlo Gesualdo, compositor y aristócrata italiano (n. 1566).
- 1645: Francisco de Quevedo, escritor español (n. 1580).
- 1682: Juan Caramuel, filósofo, matemático, lógico y lingüista español (n. 1606).
- 1698: Franciszek Meninski (François Mesgnien), traductor y diplomático polaco de origen francés (n. 1623).
- 1847: Lucas Balderas, militar mexicano (n. 1797).
- 1853: Federico Ozanam, beato francés (n. 1813).
- 1854: Angelo Mai, religioso y filólogo italiano (n. 1782).
- 1862: Ignacio Zaragoza, general mexicano (n. 1829).
- 1873: Felipe Rivero y Lemoine, militar español (n. 1797).
- 1882: Joseph Liouville, matemático francés (n. 1809).
- 1906: Joaquín María Arnau Miramón, arquitecto español (n. 1849).
- 1914: Hans Leybold, poeta expresionista alemán (n. 1892).
- 1918: Francisco María de la Cruz Jordan SDS, sacerdote alemán y fundador (n. 1848).
- 1929: Domingo Rivero, poeta español (n. 1852).
- 1933: Faysal ibn Husayn, rey iraquí (n. 1883).
- 1936: Santos González Roncal, militar español y uno de los Últimos de Filipinas (n. 1873).
- 1938: Agustín Magaldi, cantante argentino de tangos (n. 1898).
- 1943: Julius Fučík, periodista y escritor checo (n. 1903).
- 1944: Reynaldo Garza, militar y político mexicano (n. 1864)
- 1947: Victor Horta, arquitecto belga (n. 1861).
- 1949: Richard Strauss, compositor alemán (n. 1864).
- 1954: André Derain, pintor francés (n. 1880).
- 1965: Dorothy Dandridge, actriz estadounidense (n. 1922).
- 1965: Hermann Staudinger, químico alemán, premio nobel de química en 1953 (n. 1881).
- 1966: John Taylor, piloto de automovilismo británico (n. 1933).
- 1967: Donald Ewen Cameron, psiquiatra escocés (n. 1901).
- 1969: Alexandra David-Néel, artista anarquista franco-belga (n. 1868).
- 1974: Wolfgang Windgassen, tenor alemán (n. 1914).
- 1976: Desmond Andrew Herbert, botánico y micólogo australiano (n. 1898).
- 1976: Joaquín Zamacois, compositor chileno (n. 1894).
- 1977: Zero Mostel (62), actor y humorista teatral y cinematográfico estadounidense (n. 1915).
- 1978: Leopoldo Torre Nilsson, cineasta y escritor argentino (n. 1924).
- 1978: Ricardo Zamora, portero de fútbol español (n. 1924).
- 1980: Willard Libby, químico estadounidense, premio Nobel de Química en 1960 (n. 1908).
- 1983: Antonin Magne, ciclista francés (n. 1904).
- 1984: Johnnie Parsons, piloto de automovilismo estadounidense (n. 1918).
- 1985: John Franklin Enders, científico estadounidense, premio nobel de medicina en 1954 (n. 1897).

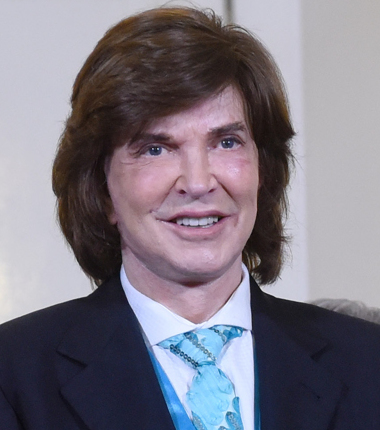
Camilo Sesto.

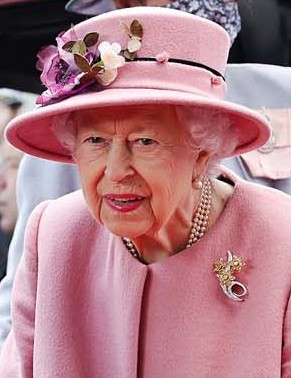
Isabel II del Reino Unido.

- 1991: Brad Davis, actor estadounidense (n. 1949).
- 1991: Alex North, compositor estadounidense de cine (n. 1910).
- 1992: William Barrett, profesor de filosofía estadounidense (n. 1913).
- 1994: Juan Alonso, futbolista español (n. 1927).
- 2000: Carlos Castillo Peraza, periodista y político mexicano (n. 1947).
- 2002: Walter Olmos, cantante argentino (n. 1982).
- 2003: Leni Riefenstahl, actriz y cineasta alemana (n. 1902).
- 2004: Frank Thomas, animador estadounidense (n. 1912).
- 2005: César Castillo, payador chileno (n. 1948).
- 2006: Hilda Suárez, actriz argentina (n. 1924).
- 2007: Ramón Cardemil, jinete chileno (n. 1917).
- 2008: Melitón Reyes Andrade, político y sindicalista mexicano (n. 1918).
- 2009: Aage Niels Bohr, físico danés, premio nobel de física 1975 (n. 1922).
- 2010: Israel Tal, militar israelí (n. 1924).
- 2010: Rich Cronin, cantante estadounidense (n. 1975).
- 2014: Rubén Peucelle, luchador profesional argentino (n. 1933).
- 2015: Joaquín Andújar, beisbolista dominicano (n. 1952).
- 2019: Camilo Sesto, cantante y compositor español (n. 1946).
- 2021: Jordi Rebellón, actor español (n. 1957).
- 2022: Isabel II, aristócrata británica, reina del Reino Unido entre 1952 y 2022 (n. 1926).
- 2022: Marciano Cantero, músico, cantante y compositor argentino (n. 1960).
- 2024: İlkan Karaman, baloncestista turco (n. 1990).

## Celebraciones
- Día Internacional de la Alfabetización. Jornada de la UNESCO establecida en 1966, para recordar y sensibilizar sobre la importancia de la lectura y la escritura. 
(en inglés: International Literacy Day).
- Día Internacional del Periodista. En homenaje al periodista checo Julius Fučík, ejecutado por los nazis en 1943.
- Día Mundial de la Fibrosis Quística.[1] Enfermedad pulmonar crónica común en niños y adultos jóvenes.
- Día Mundial de la Fisioterapia.[2] Conmemora la constitución de la Confederación Mundial de Fisioterapia (WCPT), fundada un 8 de septiembre del año 1951 (hace ya 73 años, 10 meses y 7 días).
- Día de Star Trek, creado en 2020.

 Por países
(Por orden alfabético)
- Andorra:
  - Día Nacional.
  - Día de Nuestra Señora Meritxell.[3]

- Argentina:
  - Día de la Agricultura y del Productor Agropecuario.[4] Fecha instituida el 28 de agosto de 1944 por el Estado, mediante el Decreto N.º 23.317, en recuerdo de la fundación de la primera Colonia Agrícola, ocurrida en 1856, en Esperanza (Santa Fe). Un total de 1.162 colonos suizos tomaron posesión de las parcelas asignadas.
  -  Día del Cadete de Aeronáutica de la Fuerza Aérea Argentina. Se instituye en 1951 (hace ya 73 años, 10 meses y 7 días) en conmemoración de la entrada en funcionamiento y del inicio de la actividad aérea en la Escuela de Aviación Militar (Resolución N.º 783/51-BAP N.º 793).

- España:
  - Día del Cooperante.
  - Asturias: Día de Asturias.
  - Extremadura: Día de Extremadura.

- Estados Unidos:
  - Día Nacional de Star Trek (en inglés: Star Trek Day). Homenaje a la famosa serie estrenada el 8 de septiembre de 1966.[5]
  - Día Nacional del Ampersand (en inglés: Ampersand Day). El signo & es una ligadura muy usada en idioma inglés, en direcciones web, en HTML, JavaScript y otros lenguajes de programación.
  - Día del Actor (en inglés: Actors’ Day).
  - Día Nacional de Concientización sobre la Iguana (en inglés: Iguana Awareness Day).

- Macedonia del Norte:
  - Día de la Independencia.

- Malta:
  - Día de La Victoria. En honor del triunfo sobre los otomanos en el Gran Sitio.

- Pakistán:
  - Día de la Victoria.

- Rusia:
  - Día de la Batalla de Borodinó.

### Santoral católico
- Natividad de la Virgen María.[6]
- San Adriano de Nicomedia, mártir.[7]

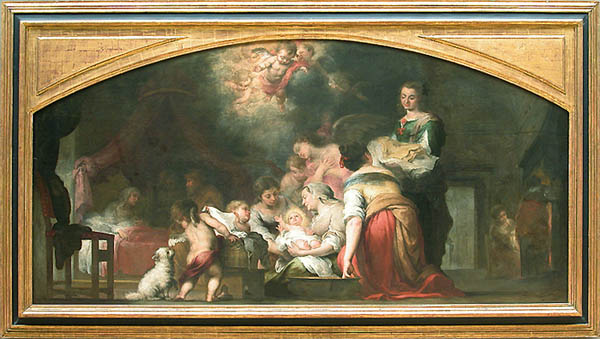
El nacimiento de la Virgen, Museo del Louvre, París, óleo de Bartolomé Esteban Murillo

- Santos Pedro, Fausto, Dión y Amonio de Alejandría, mártires (311).
- San Isaac de Bagrevand, obispo (438).
- San Sergio I, papa (701).
- San Corbiniano de Freising, obispo (725).[8]
- San Pedro de Chavanon, presbítero (1080).
- Beata Serafina Sforza (1478).
- Santo Tomás de Villanueva, obispo (1555).
- Beatos Tomás Palaser, Juan Norton y Juan Talbot, mártires (1600).
- San Pedro Claver, presbítero (1654).
- Beatos Antonio de San Buenaventura, Domingo Castellet y veinte compañeros, mártires (1628).
- Beato Federico Ozanam (1853).
- Beatos José Cecilio Rodríguez González, Teodomiro Joaquín Sainz Sainz y Evencio Ricardo Urjurra, mártires (1936).
- Beato Marino Blanes Giner, mártir (1936).
- Beato Ismael Escrihuela Esteve, mártir (1936).
- Beato Pascual Fortuño Almela, presbítero y mártir (1936).
- Beatas Josefa de San Juan de Dios Ruano García y María Dolores de Santa Eulalia Puig Bonany, vírgenes y mártires (1936).
- Beato Adán Bargielski, presbítero y mártir (1942).
- Beato Ladislao Bladzinski, presbítero y mártir (1944).

 Por países
(Por orden alfabético)
- Argentina:
  - Virgen del Carmen de Cuyo. Es una advocación mariana de la provincia de Mendoza, Argentina.[9] Fue  declarada por el General San Martín como patrona y generala del Ejército de los Andes, patrona de la Educación de Mendoza, y patrona de la VIII Brigada de Montaña.[10][11]

- Cuba:
  - Virgen de la Caridad del Cobre, Patrona de Cuba. Nuestra Señora de la Caridad del Cobre, o la Virgen de la Caridad del Cobre, Caridad del Cobre o simplemente Cachita, es una de las advocaciones de la Virgen María. La imagen mariana se venera en la Basílica Santuario Nacional de Nuestra Señora de la Caridad del Cobre en Santiago de Cuba.

- España:
  - Málaga: Festividad de la Virgen de la Victoria, patrona de la ciudad.
  - Huelva: Festividad de la Virgen de la Cinta, patrona de la ciudad.
  - Ayamonte: Festividad de la Virgen de las Angustias, patrona de la ciudad.
  - Moguer: Festividad de la Virgen de Montemayor.
  - Salamanca: Festividad de la Virgen de la Vega, patrona de la ciudad.
  - Valladolid: Festividad de la Virgen de San Lorenzo, patrona de la ciudad.
  - Albacete: Virgen de los Llanos.
  - Mijas: Virgen de la Peña, patrona de Mijas pueblo.
  - San Cristóbal de La Laguna, Tenerife y su diócesis: Virgen de los Remedios, patrona de la ciudad, de la isla y su diócesis.[12]
  - Teror, Gran Canaria y su diócesis: Virgen del Pino, patrona de la localidad, de la isla y su diócesis.
  - Güímar: Virgen del Socorro, patrona de la localidad.

- Venezuela:
  - Virgen del Valle, (advocación).